# Juminda nina
Juminda nina (även Jumninda neem, motsvarar Jumindaudden) är en udde på Estlands nordkust utmed Finska viken. Den ligger i Kuusalu kommun och i Harjumaa, 50 km nordost om huvudstaden Tallinn.
Juminda nina är halvön Juminda poolsaars yttersta spets i norr och den skiljer bukten Kolga laht i väster från Hara laht i öster. På udden står den 32 meter höga Juminda fyr (Juminda tuletorn) sedan 1937.
Terrängen inåt land är platt. Runt Juminda nina är det mycket glesbefolkat, med 7 invånare per kvadratkilometer. Närmaste större samhälle är Loksa, 14,1 km sydost om Juminda nina. 

### Fotnoter
1. ↑  Juminda Nina hos Geonames.org (cc-by); post uppdaterad 2012-01-17; databasdump nerladdad 2015-09-05
2. ↑  ”Viewfinder Panoramas Digital elevation Model”. http://www.viewfinderpanoramas.org/dem3.html. Läst 21 juni 2015.
3. ↑  ”NASA Earth Observations: Population Density”. NASA/SEDAC. Arkiverad från originalet den 9 februari 2016. https://web.archive.org/web/20160209064446/http://neo.sci.gsfc.nasa.gov/view.php?datasetId=SEDAC_POP. Läst 30 januari 2016.